# Illyrie (province romaine)
27 av. J.-C. – 69/79 apr. J.-C.
Entités précédentes :
- Illyrie

Entités suivantes :
- Dalmatie
- Pannonie

L'Illyrie était une province romaine ayant existé de 27 avant J.-C. jusqu'au règne de Vespasien (69-79 après J.-C.). Son territoire comprenait l'Illyrie/Dalmatie au sud et la Pannonie au nord. L'Illyrie correspondait à la région située le long de la côte est de la mer Adriatique et ses montagnes intérieures, et fut par la suite renommée Dalmatie. La Pannonie comprenait les plaines du nord qui font désormais partie de la Serbie, de la Croatie et de la Hongrie. La superficie correspondait à peu près à une partie ou à la totalité des territoires de l'Albanie, du Kosovo, du Monténégro, de la Serbie, de la Bosnie-Herzégovine, de la Croatie et de la Slovénie actuels.

## Nom et étymologie
Le terme Illyriens a été utilisé pour désigner les habitants de la région dès la fin du VIe siècle av. J.-C. par Hécatée de Milet.

## Géographie

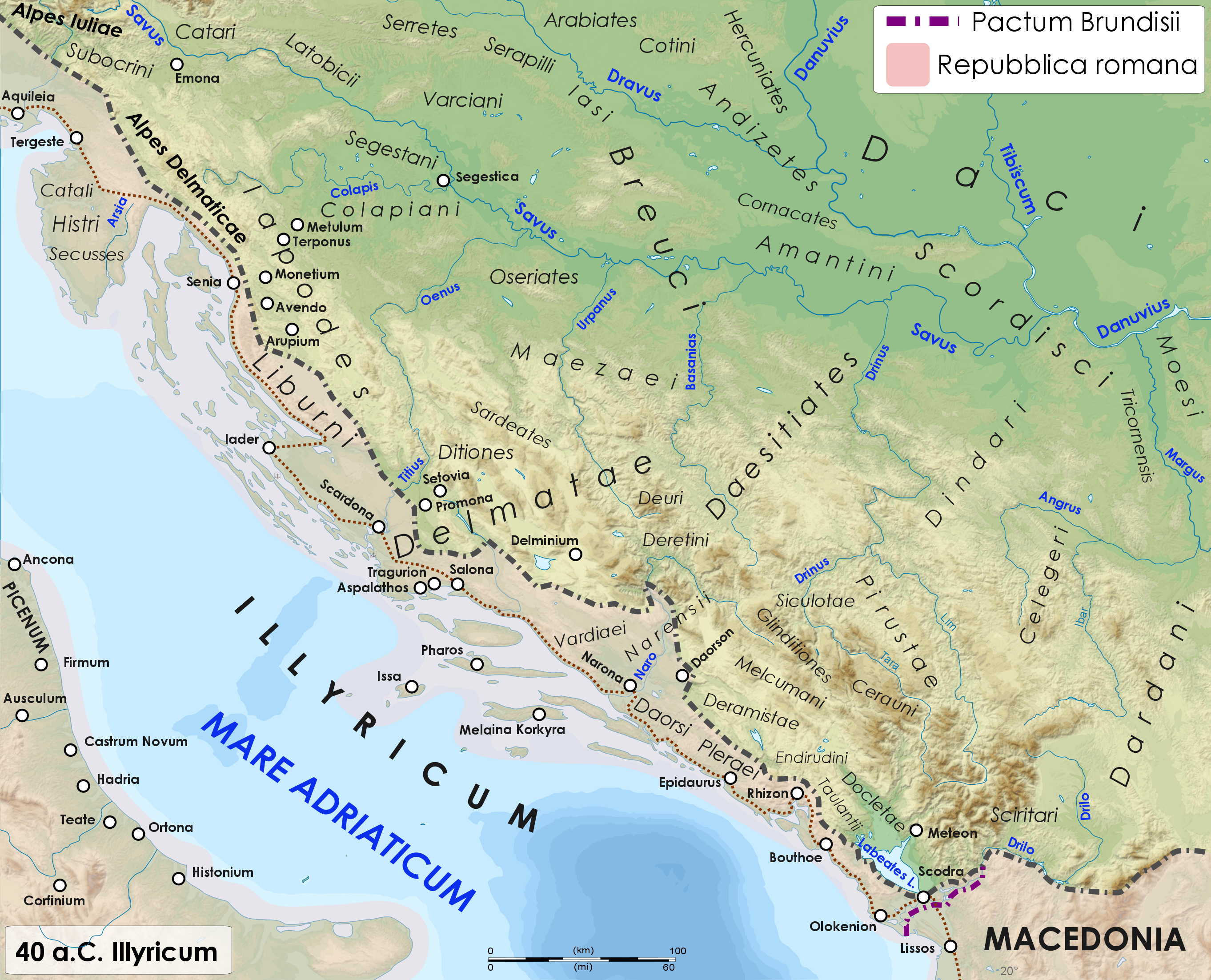
L'Illyrie romaine après les guerres illyriennes.

L'Illyrie/Dalmatie s'étendait de la rivière Drin (dans le nord de l'Albanie moderne) à l'Istrie (Croatie) et jusqu'à la rivière Save au nord. La zone correspondait à peu près au nord de l'Albanie moderne, au Kosovo, à la Serbie, à la Slovénie, au Monténégro, à la Bosnie-Herzégovine et à la Croatie côtière (Dalmatie). La Pannonie était la plaine qui s'étend au nord de la région, depuis les montagnes d'Illyrie/Dalmatie jusqu'au coude ouest du Danube. Elle comprenait la Voïvodine moderne (dans le nord de la Serbie actuelle), le nord de la Croatie et l'ouest de la Hongrie. Au fil du développement de la province, Salone (près de l'actuelle Split, Croatie) devint sa capitale.
L'Illyrie comprenait la plaine côtière, les montagnes des Alpes Dinariques qui s'étendent le long de la côte orientale de la mer Adriatique sur 645 kilomètres avec une largeur d'environ 150 kilomètres et, au nord-ouest, la péninsule d'Istrie. Elle possédait également de nombreuses îles au large de la côte, mais celles-ci manquaient d'eau potable. Les montagnes étaient cultivées vers la côte, mais étaient pour la plupart stériles. Le manque d'eau et les sols pauvres ou arides ont rendu une grande partie de la zone agricole de l'Illyrie pauvre, ce qui a favorisé la piraterie. L'intérieur de la partie sud de l'Illyrie (Albanie centrale et méridionale) était plus fertile. L'Illyrie était habitée par des dizaines de tribus indépendantes et de groupements tribaux. La plupart d’entre eux étaient étiquetés comme Illyriens. Au nord, il y avait aussi des tribus celtes,,. La plaine pannonienne (ou carpate) au nord était aussi plus fertile. Ses tribus étaient qualifiées de Pannoniennes. Les découvertes archéologiques et la toponymie montrent que les Pannoniens différaient culturellement des Illyriens et des Celtes orientaux qui vivaient à l'ouest d'eux, dans ce qui est aujourd'hui l'Autriche. Ils furent celtisés à la suite de l'invasion celtique de la partie nord de la région au début du IVe siècle avant J.-C. Certaines tribus de la région (les Eravisces, les Scordiques, les Cotini, les Boïens et les Anartes) étaient celtiques. Les Pannoniens partageaient également des similitudes culturelles avec les Illyriens. L'extraction et la production de fer constituaient une part importante de leur économie à l'époque pré-romaine,.

## Contexte historique

### Les guerres illyriennes
Les Romains ont mené trois guerres illyriennes entre 229 avant J.-C. et 168 avant J.-C. La première guerre illyrienne (229-228 avant J.-C.) a éclaté en raison d'attaques menées par des pirates illyriens dans la mer Adriatique sur des navires italiens confédérés à Rome, mais aussi à cause de la montée en puissance des Ardiéens (une tribu illyrienne du Monténégro et du nord de l'Albanie actuels). Avec une flotte puissante, les Ardiéens avaient envahi les villes grecques d'Epidamnos (Durrës moderne, en Albanie), Pharos (Stari Grad, Croatie) et l'île de Corfou, en plus d'avoir attaqué Élide et Messénie dans le Péloponnèse et Phœnicè en Épire, une plaque tournante du commerce romain. Les attaques répétitives sur les navires italiens incitèrent Rome à intervenir. Les Romains libérèrent les villes grecques et attaquèrent les Ardiéens. Des conditions de paix furent convenues. En 220 avant J.-C., les Ardiéens menèrent des attaques sur la côte grecque à l'ouest, au sud et au sud-est. Ils attaquèrent ensuite les alliés de Rome dans le sud de l'Illyrie. Cela conduisit à la seconde guerre illyrienne (219-218 avant J.-C.), que Rome remporta. En 168 avant J.-C., pendant la troisième guerre macédonienne (171-168 avant J.-C.) entre Rome et le royaume de Macédoine, les Ardiéens rejoignirent le combat contre les Romains, mais ils furent rapidement vaincus (troisième guerre illyrienne, 168 avant J.-C.). Les Romains imposèrent un tribut équivalent à la moitié des impôts payés au roi désormais déchu, sauf aux villes et tribus qui s'étaient alliées à eux.

### Des guerres illyriennes aux guerres civiles romaines
En 156 avant J.-C., les Dalmates attaquèrent les sujets illyriens de Rome (cette source d'Appien est considérée comme ambiguë) et refusèrent de rencontrer les ambassadeurs romains. Le consul Caius Marcius Figulus entreprit une campagne contre eux. Pendant qu'il préparait son camp, les Dalmates maîtrisèrent ses gardes et le chassèrent du camp. Il s'enfuit à travers la plaine jusqu'au fleuve Naro. Il espérait alors mener une attaque surprise sur les Dalmates tandis qu'ils rentraient chez eux pour l'hiver. Toutefois, ils entendirent parler de son arrivée et se rassemblèrent. Malgré tout, le consul réussit à les faire se rabattre dans la ville de Delminium. Incapable d'attaquer cette ville très fortifiée, il attaqua alors d'autres villes en partie désertes à cause de la concentration des forces des Dalmates à Delminium. Il retourna ensuite à Delminium et catapulta des projectiles enflammés sur des parties importantes de la ville, ce qui les endommagea et les brûla. Tite-Live évoque cette campagne de Gaius Marcius Figulus en précisant que l'année suivante, en 155 avant J.-C., le consul Scipion Nasica Corculum soumit les Dalmates.
En 135 avant J.-C., deux tribus illyriennes, les Ardiéens et les Palarii, profitèrent du fait que les Romains étaient occupés en Hispanie par la guerre de Numance et en Sicile par la première guerre servile pour attaquer l'Illyrie romaine. Les Romains envoyèrent des ambassadeurs mais les deux tribus refusèrent de négocier. Les Romains levèrent donc une armée de 10 000 fantassins et 600 cavaliers. Les Illyriens envoyèrent des ambassadeurs pour demander pardon. Rome exigea qu'ils payent des indemnités pour les personnes attaquées. Les Illyriens tardant à réagir, le consul Servius Fulvius Flaccus entreprit une campagne contre eux. Si on en croit Appien, il ne s'agissait que d'une expédition mineure. En effet, il est probable que par le terme d'Illyrie romaine, Appien n'ait voulu désigner que quatre villes côtières qui comptaient une importante population romaine.
En 129 avant J.-C., le consul Gaius Sempronius Tuditanus et Tiberius Pandusa menèrent une guerre contre les Iapydes, un peuple des Alpes (au nord de l'Illyrie), et les soumirent. Cependant, selon Tite-Live, Sempronius Tuditanus ne fut pas victorieux dès le début, « mais la défaite fut compensée par une victoire remportée grâce aux qualités de Decimus Junius Brutus (l'homme qui avait soumis la Lusitanie) ». Tuditanus fut honoré d'un triomphe. Il immortalisa ses victoires par une dédicace au dieu fluvial Timavus à Aquilée impliquant une inscription triomphale en vers saturniens, dont deux fragments ont été retrouvés en 1906.
Appien nous apprend qu'en 119 avant J.-C., le consul Lucius Caecilius Metellus Dalmaticus a déclaré la guerre aux Dalmates, même s'ils n'avaient rien fait de mal, pour la seule raison qu'il voulait un triomphe. Ils le reçurent comme un ami et il passa l'hiver parmi eux dans la ville de Salone. À son retour à Rome, il fut récompensé d'un triomphe. Dans un autre passage, Appien écrit que Lucius Cotta (l'autre consul de cette année-là) et Caecilius Metellus semblaient avoir soumis les Ségestans. Il a également noté que les Iapydes et les Ségestans s'étaient à nouveau révoltés peu de temps après. Caecilius Metellus reçut le titre de Dalmaticus (se traduit par « vainqueur des Dalmates »).
En 115 avant J.-C., le consul Marcus Aemilius Scaurus mena des opérations en Gaule Cisalpine contre les Ligures à l'ouest, et contre les Carni et les Taurisques (deux tribus gauloises qui vivaient dans l'actuelle Slovénie) à l'est.
En 113 avant J.-C., le consul Gnaeus Papirius Carbo fut envoyé pour contrer une invasion des Cimbres (une tribu germanique), qui étaient entrés en Illyrie puis dans le Norique. Il fut vaincu à la bataille de Noreia à Noricum,.
En 78-76 avant J.-C., un certain Gaius Cosconius fut envoyé en Illyrie comme proconsul. Il y combattit pendant deux ans, au cours desquels il soumit une grande partie de la Dalmatie et s'empara de Salone (près de l'actuelle Solin, dans les environs de Split, en Croatie), l'une des principales villes de Dalmatie,. Plus tard, la colonie romaine de Colonia Martia Iulia Salona y fut fondée, probablement après les guerres civiles romaines.

### Sous le gouvernement de César
En 59 avant J.-C., la lex Vatinia assigna au consul Jules César le proconsulat de la Gaule Cisalpine (dans le nord de l'Italie) et de l'Illyrie ainsi que le commandement de trois légions basées à Aquilée pour une durée de cinq ans. À la mort du proconsul de Gaule narbonnaise, le sénat octroya également à César le proconsulat de cette province et le commandement d'une légion qui y était stationnée, aussi pour cinq ans.
César prit ses fonctions de proconsul en 58 avant J.-C. De toutes les provinces dont il avait la charge, seule la Gaule narbonnaise était une province au sens d'unité administrative formelle. Les deux autres étaient des provinces au sens plus militaire du terme. C'est-à-dire qu'elles étaient attribuées à d'importants commandants de l'armée en raison de rébellions ou des menaces d'attaques. Dans le passé, la Ligurie (qui se rebellait souvent), le Bruttium (l'actuelle Calabre, où il y avait un risque de troubles) et la Gaule Cisalpine (en cas de rébellions ou d'éventuelles invasions) avaient été assignées à des militaires. Aquilée était une ville romaine du nord-est de l'Italie fondée en 180/181 avant J.-C. pour servir d'avant-poste afin de défendre le nord de l'Italie contre les peuples hostiles et guerriers de l'est : les Carni (Gaulois qui vivaient sur les montagnes du Norique), les Taurisques (une fédération de tribus gauloises qui vivaient dans l'actuelle Carniole, au nord de la Slovénie), les Histres (une tribu vénète ayant des liens avec les Illyriens de la péninsule d'Istrie) et les Iapydes (qui vivaient à l'est de la péninsule d'Istrie et à l'intérieur des terres des Liburniens) ; ces derniers vivaient sur une partie de la côte Adriatique au sud de la péninsule d'Istrie et entre les rivières Arsia (Raša) et Titius (Krka). Les Carni s'installèrent dans leur région vers 186 avant J.-C. et envahirent la plaine du nord-est de l'Italie où ils fondèrent la ville fortifiée d'Akileja. Les Romains repoussèrent par la suite les Carni vers les montagnes. Ils détruisirent leur colonie et fondèrent Aquilée à proximité, qui fut nommée d'après Akileja. La ville se situait à environ 6 kilomètres de là où à peu près 12 000 Taurisques avaient tenté de s'installer en 183 avant J.-C. 3000 familles furent installées pour la fondation d'Aquilée. En 169 avant J.-C., 1 500 familles supplémentaires s'y installèrent. Cette colonie devint une ville de taille conséquente et trois légions y furent stationnées en raison de son importance stratégique pour la défense du nord de l'Italie.
Le fait que la Gaule Cisalpine et l'Illyrie furent initialement assignées à César pourrait indiquer que celui-ci avait des vues sur l'Illyrie, grâce à laquelle il espérait atteindre la gloire militaire nécessaire pour renforcer son influence politique à Rome. Le chef dace Burebista avait en effet conduit son peuple (vivant sur les terres de l'actuelle Roumanie) à la conquête de la plaine hongroise à l'ouest du Danube et près de l'Illyrie et de l'Italie. Cependant, Burebista s'arrêta, retourna en Transylvanie et oublia l'ouest pour ne plus se préoccuper que de l'est. César s'intéressa alors aux troubles en Gaule puis se lança dans sa guerre des Gaules (58-50 avant J.-C.). Après la défaite des Belges du nord de la Gaule en 57 avant J.-C., César estima que la Gaule était en paix et se rendit en Illyrie pour visiter le pays et se familiariser avec celui-ci. Toutefois, la guerre éclata de nouveau en Gaule et il y retourna. Lorsqu'il se rendit en Gaule Cisalpine en 54 avant J.-C. pour y passer l'hiver, il apprit que la tribu illyrienne des Pirustes attaquait les territoires voisins. Il se rendit en Illyrie et leva des troupes constituées d'illyriens. Les Pirustes affirmèrent que les raids menés par leur peuple n'étaient pas l'œuvre de décisions publiques et proposèrent une compensation. César exigea des otages et précisa que s'ils n'étaient pas livrés, il leur déclarerait la guerre. Les Pirustes obéirent et César nomma des arbitres pour évaluer les dommages causés aux autres peuples et fixer une sanction. Il retourna en Italie puis se rendit en Gaule.

### L'Illyrie pendant la guerre civile de César
D'après Appien, les Dalmates prirent Promona aux Liburniens pendant que César était en Gaule. Celui-ci fut appelé à l'aide. Les Dalmates refusèrent sa demande de quitter la ville et il envoya un détachement militaire, qui fut toutefois mis en déroute. César ne poussa pas l'affaire plus loin car il était occupé par sa guerre civile. Cela suggère que cet événement s'est produit à la fin de 50 avant J.-C., juste avant le début de cette guerre.
En janvier 49 avant J.-C., César déclencha une guerre civile contre les forces sénatoriales menées par Pompée. Pompée s'enfuit en Grèce pour rassembler des forces pour combattre. Il contrôlait la marine romaine, mais cela n'empêcha pas César, en 48 avant J.-C., de traverser la mer Adriatique avec ses troupes et de débarquer à Palaeste (Palasë, dans le sud de l'Albanie). Marcus Octavius, l'un des amiraux de Pompée, se rendit à Salone (Solin, près de Split, Croatie) avec sa flotte. Il persuada les habitants de l'île d'Issa (Vis, Croatie) de trahir César pour se rallier à Pompée. Il échoua à convaincre les Romains à Salone et l'assiégea en l'encerclant de cinq camps. La ville commença à manquer de céréales et envoya des messagers demander de l'aide à César. Alors que le siège se poursuivait, les habitants prirent d'assaut le camp le plus proche, puis ils s'emparèrent des quatre autres et tuèrent de nombreux ennemis. Octavius fut contraint de se retirer sur ses navires et, à l'approche de l'hiver, il retourna à Dyrrachium (Durrës, Albanie) pour rejoindre Pompée.
Au cours de l'été 48 avant J.-C., César envoya Quintus Cornificius en Illyrie comme questeur. La région ne faisait pas de vague à ce moment-là. Cependant, les Romains des villes locales soutenaient désormais César tandis que les indigènes soutenaient Pompée. D'après César lui-même, la région était assez pauvre et pouvait à peine soutenir une armée. De plus, elle fut épuisée à cause des combats de la bataille de Dyrrachium entre César et Pompée dans le sud de la région (en juillet 48 avant J.-C.) et de rébellions. Cornificius défendit l'Illyrie et la récupéra pour César. Il prit d'assaut plusieurs fortifications dans les montagnes qui servaient à mener des raids. Lorsque Marcus Octavius se réfugia sur la côte illyrienne après la bataille de Pharsale (en Grèce, où César vainquit Pompée en août 48 avant J.-C.), Cornificius, avec l'aide des habitants d'Iadera (Zadar, Croatie), fidèles à César, démolit ses navires et ajouta ceux qu'il captura à la flotte de ses alliés illyriens, rassemblant ainsi une petite armada. Comme l'Illyrie servit de refuge à de nombreux soldats pompéiens après la bataille susmentionnée, César ordonna à Aulus Gabinius de s'y rendre avec son armée afin de rejoindre Cornificius et de repousser toute opération ennemie dans la région. Gabinius se mit en route durant l'hiver. Son armée ne put s'approvisionner car les populations locales leur étaient hostiles et des tempêtes dans la mer Adriatique freinaient les navires de ravitaillement. Gabinius dut prendre d'assaut des villes et des forteresses par mauvais temps et subit des revers. Il n'eut pas d'autre choix que de se retirer à Salone, sur la côte, où vivaient de nombreux Romains. Sur son chemin, il fut attaqué et mis en déroute, perdant ainsi 2 000 soldats. Il atteignit Salone avec les restes de ses forces. Il tomba malade et mourut quelques mois plus tard. Appien écrit qu'Aulus Gabinius dirigeait quinze cohortes (environ 7 800 soldats) et 3 000 cavaliers et que, encore une fois, occupé par la guerre civile, César ne poussa pas l'affaire plus loin.
Marcus Octavius chercha à en profiter pour s'emparer de l'Illyrie. Cornificius demanda à Publius Vatinius, qui se trouvait à Brundisium (Brindisi, dans le sud de l'Italie), de lui venir en aide et l'informa qu'Octavius nouait des alliances avec les populations locales en plus d'attaquer les garnisons de César, tantôt avec sa flotte, tantôt avec ses forces terrestres, en utilisant des troupes indigènes. Vatinius demanda à un lieutenant de César en Grèce de lui envoyer une flotte, mais cela prenait trop de temps. Il arma quelques navires civils dont la taille était peu adaptée au combat et les ajouta aux quelques navires de guerre dont il disposait avant de mettre les voiles pour l'Illyrie. Il ne poursuivit pas Octavius pour ne pas être retardé. Au lieu de cela, il reprit certaines villes côtières qui s'étaient rangées du côté d'Octavius et en contourna d'autres, en avançant aussi vite qu'il le pouvait. Il réussit ainsi à forcer Octavius à abandonner son attaque sur Epidaure (Epidaurum en latin, moderne Cavtat, près de Dubrovnik, Croatie). Octavius estima sa flotte plus puissante que celle de Vatinius, composée de petits navires, et navigua vers l'île de Tauris. Vatinius le poursuivit sans savoir qu'il était allé sur cette île. Alors que la mer était agitée, il fut pris au dépourvu lorsque la flotte d'Octavius, d'une formation supérieure à la sienne, apparut prête au combat. Vatinius décida de tenter sa chance et attaqua le premier, chargeant le vaisseau amiral d'Octavius avec l'un de ses navires de guerre. Le choc fut violent et le bélier de ce dernier fut brisé. La bataille se déroula à bout portant dans une mer étroite. Vatinius prit le dessus et, à la tombée de la nuit, les restes de la flotte ennemie s'enfuirent. Le lendemain, Vatinius rééquipa ses navires et les 85 navires capturés, puis il partit pour l'île d'Issa (Vis, Croatie), pensant qu'Octavius s'y était replié. Lorsqu'il arriva sur place, les populations insulaires se rendirent et lui apprirent qu'Octavius était parti pour la Sicile. Après avoir franchi la mer Adriatique, il retourna à Brundisium.
En 45 avant J.-C., César planifiait une guerre contre les Parthes. Les Illyriens craignaient d'être à nouveau punis (cette fois pour avoir mis en déroute Aulus Gabinius) à l'occasion de la traversée par César du sud de leur pays pour atteindre la Parthie. Ils envoyèrent des messagers à Rome pour demander une alliance à César. César répondit qu'il ne pouvait pas s'allier à eux à cause de ce qu'ils avaient fait, mais qu'il leur accorderait son pardon s'ils payaient un tribut et lui remettaient des otages. Ils acceptèrent. Publius Vatinius fut envoyé imposer un léger tribut et recevoir les otages avec trois légions et une grande unité de cavalerie. Après le meurtre de César en 44 avant J.-C. et l'instabilité qui s'ensuivit à Rome, les Illyriens cessèrent de craindre la puissance romaine. Ils ignorèrent Vatinius et, lorsqu'il tenta de s'en remettre à la force, ils mirent en déroute cinq cohortes dirigées par Baebius, l'un de ses lieutenants, qui mourut également. Vatinius s'enfuit à Dyrrhachium (Durrës, Albanie). Selon Appien, César avait repoussé le moment de s'occuper des Illyriens pendant quatorze ans à cause de ses guerres en Gaule, de sa guerre civile ainsi que de son projet de guerre en Parthie. Tout cela indépendamment du fait qu'il a endossé le commandement de l'Illyrie ainsi que des deux Gaules pendant dix ans, en plus d'y avoir passé l'hiver, sans oublier les pillages occasionnels du nord-est de l'Italie par les Illyriens.
L'assassinat de Jules César en 44 avant J.-C. provoqua un conflit entre les chefs du complot, Marcus Junius Brutus, Gaius Cassius Longinus et les Césariens menés par le Second Triumvirat qui prit Rome en charge. Cela conduisit à la guerre civile des Libérateurs (43-42 avant J.-C.), en amont de laquelle Brutus et Cassius s'étaient enfuis vers l'est. César leur avait attribué respectivement les provinces romaines de Macédoine (Grèce) et de Syrie. Cependant, les Césariens réattribuèrent respectivement ces deux provinces à Caius Antonius (le frère de Marc Antoine) et Publius Cornelius Dolabella, deux césariens. Brutus et Cassius reçurent à la place la Crète et Cyrénaïque. Mécontents se voir attribuer cette petite province, ils se préparèrent à envahir la Macédoine et la Syrie. Cependant, le Sénat décida alors de leur restituer leurs deux provinces. Brutus reçut également l'Illyrie. Il arriva en Macédoine alors que Caius Antonius venait de s'y installer en tant que propréteur, le poste qui lui avait été attribué avant le changement opéré par le Sénat. Son prédécesseur, Quintus Hortenius, se rallia à Brutus. Vatinius s'empara de Dyrrachium avant l'arrivée de Brutus. Cependant, les soldats de ses trois légions (moins les cohortes perdues), qui ne l'aimaient pas, se rallièrent à Brutus, qui engagea ensuite Caius Antonius, alors à Apollonia (près de Fier, en Albanie). Il conquit également les troupes d'Antoine (ses sept cohortes et une légion commandées par son lieutenant, Lucius Piso),,,.

### Les campagnes d'Octave en Illyrie (35-33 avant J.-C)
La guerre civile de César, la guerre civile des Libérateurs et la résistance contre le deuxième triumvirat que Sextus Pompée (le fils de Pompée le Grand) dirigea depuis la Sicile avec une puissante flotte (la révolte sicilienne, 44-36 av. J.-C.) déstabilisèrent l'Illyrie en tant que voisine du nord-est de l'Italie et de la mer Adriatique. Les Iapydes menèrent des raids dans le nord-est de l'Italie. La région devait aussi faire face à un problème de piraterie. Au terme des conflits susmentionnés, Octave entreprit une série de campagnes en Illyrie. Velleius Paterculus écrit que juste avant la révolte sicilienne, Octave effectuait de fréquentes expéditions en « Illyrie et en Dalmatie » afin de ne pas laisser ses troupes inactives et de les endurcir au combat. Toutefois, il est probable que ces expéditions fussent également liées à l'instabilité de la région. Dion Cassius nous révèle notamment qu'en 39 avant J.-C., Caius Asinius Pollio réprima une rébellion des Parthini en quelques batailles.
En 35 avant J.-C., Octave mena une campagne contre les Iapydes qui avaient plusieurs fois attaqué Aquilée, pillé Tergestus (Trieste) et détruit Pola (Pula) l'année précédente. Il emprunta pour se diriger vers eux une route escarpée et accidentée. Les Iapydes se cachèrent dans les bois et lui tendirent une embuscade. Cependant, Octave avait envoyé des contingents occuper les crêtes des deux côtés de la route. Ceux-ci se ruèrent sur les lapydes et les vainquirent. Ils abandonnèrent alors Terponus et s'enfuirent vers les fourrés. Octave s'empara de la ville mais ne la brûla pas car il espérait que les laypdes se rendraient, ce qu'ils firent. Il se dirigea ensuite vers Metulus (près d'Ogulin), la cité principale des Iapydes. Les 3 000 hommes qui défendaient la ville vainquirent les Romains. Octave entama alors un siège. Lorsque les murs en ruines de Metulus commencèrent à s'effondrer, les assiégés en construisirent un autre à l'intérieur. Les Romains brûlèrent le mur abandonné et construisirent un monticule près du deuxième, au sommet duquel ils déroulèrent quatre ponts. Octave ordonna à certains de ses hommes de se rendre à l'arrière de la ville pour détourner l'attention. L'ennemi détruisit trois des ponts. Les soldats d'Octave paniquèrent, alors il traversa le pont restant avec Agrippa et Hiéron (deux de ses lieutenants) et l'un de ses gardes du corps. Les soldats lui emboîtèrent le pas. Le pont s'écroula sous leur poids. Octave fut blessé à la jambe droite et aux deux bras. Il fit construire davantage de ponts. Cette détermination découragea les habitants de Metulus, qui se rendirent. Le lendemain, ils envoyèrent des messagers aux Romains pour leur proposer cinquante otages, la promesse d'accueillir l'une de leurs garnison et l'attribution à Rome des collines les plus hautes tandis qu'ils se contenteraient eux-mêmes des plus basses. Lorsque la garnison romaine entra et leur ordonna de déposer les armes, les Metuliens enfermèrent leurs femmes et leurs enfants dans leur salle du conseil et y placèrent des gardes avec ordre de mettre le feu au bâtiment s'ils perdaient le combat qu'ils décidaient d'entreprendre. Ils attaquèrent la garnison romaine et furent mis en déroute. Les gardes incendièrent donc la salle du conseil. De nombreuses femmes se tuèrent avec leurs enfants, tandis que d'autres sautèrent dans le feu en tenant leur progéniture. La ville brûla complètement. Le reste des Iapydes se rendit et tomba pour la première fois sous la domination romaine. Une fois Octave reparti, les Poseni se rebellèrent. Marcus Helvius fut envoyé résoudre le problème. Il les vainquit, exécuta les chefs de la révolte et vendit les autres comme esclaves.
Octave entreprit une campagne contre les Ségestans, une tribu pannonienne vaincue par les Romains à deux reprises mais à qui aucun otage n'avait été demandé, et qui s'était rebellée. Il se dirigea vers eux à travers le territoire pannonien qui n'était pas soumis aux Romains. L'ennemi, caché dans les bois, tendit une embuscade aux traînards de l'armée. Octave épargna les champs en espérant une capitulation volontaire, en vain. Il ravagea donc le pays pendant huit jours jusqu'à ce qu'il atteigne leur ville, Ségeste, protégée par un fossé et par la rivière Save. Octave voulait la ville afin de l'utiliser comme base pour une campagne contre les Daces et les Bastarnes, de l'autre côté du Danube. Le chef dace Burebista avait auparavant guidé son peuple dans une campagne invasive le long du Danube, avortée lorsqu'il décida de rentrer dans son pays natal (Dacie, dans l'actuelle Roumanie) et de faire plutôt campagne à l'est. Octave dût estimer qu'il n'était pas à l'abri d'une autre tentative d'invasion qui déstabiliserait la région. Autrement, les daces auraient sans doute lancé des raids vers l'est, de l’autre côté du fleuve. Octave construisit une flotte sur la Save pour apporter des provisions au Danube. Lorsqu'il approcha de la ville, il exigea aux envoyés de Ségeste de laisser une garnison romaine dans la ville et autant de nourriture qu'ils pouvaient fournir. Les dirigeants acceptèrent. Le peuple, bien qu'en colère, consentit à donner en otage des membres de familles notables. Quand les troupes romaines arrivèrent, les Ségestans fermèrent les portes de la ville et occupèrent les murs. Auguste construisit un pont sur le fleuve et assiégea la ville. Il tendit une embuscade à des Pannoniens qui venaient aider la ville, en tua certains et mit les autres en fuite. Le siège dura trente jours. Auguste n'imposa qu'une amende. Il plaça à Ségeste une garnison de vingt-cinq cohortes (environ deux légions et demie) et retourna à Rome avec l'intention de revenir au printemps. Plus tard, devenue ville romaine, Ségeste fut appelée Siscia. C'est maintenant la Sisak moderne, en Croatie.
Dion Cassius nous dit qu'après la chute de Ségeste, toute la Pannonie se rendit. Octave y laissa Fufius Geminus avec une petite armée et rentra à Rome. Il entreprit de diriger une expédition en Grande-Bretagne et avait déjà atteint la Gaule au cours de l'hiver 34 avant J.-C. lorsque certains des peuples nouvellement conquis de Pannonie et des Dalmates se révoltèrent. D'après Appien, une rumeur avait circulé selon laquelle la garnison de Ségeste avait été massacrée et qu'Octave était revenu. La rumeur était exagérée. Il y avait bien eu un soulèvement et les Romains y perdirent beaucoup d'hommes, mais dès le lendemain la rébellion avait été réprimée. Octave s'en prit donc aux Dalmates. Ils étaient agités depuis la déroute des troupes d'Aulus Gabinius en 48 avant J.-C. Les Dalmates se fédérèrent lorsqu'Octave commença à s'approcher d'eux. Ils possédaient jusqu'à 12 000 soldats dirigés par Versus, qui avait pris Promona (au sud de l'actuel Knin, Croatie) aux mains des Liburniens et l'avait fortifiée même s'il s'agissait déjà d'une d'une forteresse de montagne. Versus plaça le gros de ses forces dans la ville et répartit le reste sur les collines voisines pour bloquer l'avancée romaine. Octave entreprit la construction d'un mur dans la plaine autour de la ville et de deux collines tenues par l'ennemi, dans le but de couvrir les contingents qui se dirigeaient vers les plus hautes collines à travers les bois. Ils maîtrisèrent les gardes la nuit et à l'aube, Octave attaqua la ville avec le gros de son armée. Il envoya un autre détachement pour renforcer les hauteurs occupées. L'ennemi se crut attaqué de toutes parts. Ceux qui se trouvaient sur les collines craignirent d'être coupés de l'approvisionnement en eau et s'enfuirent vers la ville. Octave continua la construction de son mur, qui atteignit une longueur de sept kilomètres. Testimus, un autre commandant Dalmate, amena une armée de secours. Octave le repoussa dans les montagnes. Il s'empara de Promona avant que la circonvallation ne soit terminée. Un petit groupe armé fit une sortie. Les Romains le repoussèrent, le poursuivirent et entrèrent avec lui dans la ville. L'ennemi se réfugia dans la citadelle puis attaqua, au bout de quatre nuits, une cohorte romaine qui faisait le guet, la forçant à la fuite. Cependant, l'attaque fut repoussée et le lendemain la ville se rendit. La cohorte qui avait fui fut punie par la décimation. Les hommes épargnés furent contraints de se contenter d'orge au lieu de blé cet été là. Testimus fit dissoudre ses troupes et leur ordonna de se disperser. Les Romains ne les poursuivirent pas. Dion Cassius nous apprend dans ses écrits que Marcus Vipsanius Agrippa avait mené une campagne contre les Dalmates avant cette campagne-ci.
Toujours en 34 avant J.-C., les Romains s'emparèrent de la ville de Sunodium, située à l'orée de la forêt dans laquelle l'armée d'Aulus Gabinius avait été piégée par les Dalmates dans une gorge longue et profonde entre deux montagnes. Après qu'Octave ait brûlé Sunodium, les Dalmates lui tendirent une embuscade. Il était cependant protégé par des soldats qu'il avait envoyés sur les sommets des montagnes pour le suivre de chaque côté lors de son passage dans la gorge. Il abattit des arbres, captura et brûla toutes les villes qu'il rencontra sur son passage. En 33 avant J.-C., il assiégea la ville de Setovia. Une force ennemie vint en renfort, mais Octave l'empêcha d'entrer. Octave fut frappé par une pierre au genou et confiné pendant plusieurs jours. Il retourna à Rome pour endosser son consulat et demanda à Titus Statilius de poursuivre le siège. Il retourna ensuite en Dalmatie. Les Dalmates, privés d'approvisionnements, avaient faim. Ils rencontrèrent Octave alors qu'il était en route et se rendirent. Il exigea 700 de leurs enfants comme otages et la restitution des étendards des légions romaines qui avaient été pris à Aulus Gabinius lors de sa déroute. Les Dalmates s'exécutèrent et promirent également de payer le tribut qu'il leur devait depuis l'époque de Jules César. Octave se tourna alors vers les Derbanes, qui demandèrent également la paix, donnèrent des otages et promirent de payer le tribut en retard. D'autres tribus firent de même. Octave ne put atteindre certaines tribus pour cause de maladie. Celles-ci n'ont donné aucun otage et n'ont conclu aucun traité. D'après Appien, elles furent soumises plus tard, ainsi Octave soumit tout le pays illyrien, à la fois les tribus qui s'étaient rebellées et celles qui n'avaient jamais été sous la domination romaine. Il est probable qu'Appien ne prenne en compte que l'Illyrie/Dalmatie, plutôt que l'ensemble du territoire destiné à devenir la province d'Illyrie (Illyrie/Dalmatie et Pannonie). En ce qui concerne la Pannonie, certains historiens pensent qu'Octave a probablement conquis sa partie sud, et que la partie nord a été conquise lors de la guerre de Pannonie (voir ci-dessous).
Appien a également écrit qu'Octave a vaincu les Oxyéens, les Perténètes, les Batiates, les Taulantiens, les Cambéens, les Cinambres, les Méromènes et les Pyrissaei, les Doclètes, les Carui, les Interfrurins, les Narèses, les Glintidiones, les Taurisques, les Hippasini et les Bessi. Les Momentini et les Avendètes, deux tribus Iapydes des Alpes, se rendirent à son approche. Octave prit la ville des Arupini, le plus grand et le plus guerrier peuple Iapyde, qui s'enfuit dans les bois. Octave ne brûla pas la ville en espérant leur reddition, qui ne tarda pas à arriver. Il s'empara également des îles de Melite (Mljet) et Melaina Corcyra (Korčula) et détruisit ses colonies parce que ses habitants pratiquaient la piraterie. Il exécuta les jeunes hommes et vendit les autres comme esclaves. Il priva les Liburniens de leurs navires parce qu'ils pratiquaient la piraterie.

## Province romaine
Après ses campagnes en Illyrie, Octave mena une guerre contre Marc Antoine et Cléopâtre VII d'Égypte en 31-30 avant J.-C. Il la gagna et devint le seul dirigeant de Rome, mettant en place des réformes gouvernementales qui firent de lui le premier empereur romain. L'Illyrie devint une province en tant qu'unité administrative formelle en 27 avant J.-C., dans le cadre de l'accord par lequel le Sénat romain officialisa le règne personnel d'Octave. Celui-ci reçut le titre honorifique d'Auguste, d'où le nom d'époque augustéenne que les historiens modernes donnent à la période qui suivit. Le nouveau régime divisa l'empire en provinces sénatoriales et impériales. Les premières étaient sous l'autorité du Sénat, qui choisissait ses gouverneurs de province dans ses propres rangs. Les provinces impériales étaient quant à elles sous l'autorité d'Auguste, qui nommait leurs gouverneurs. Auguste détenait les provinces frontalières qui abritaient le gros des troupes romaines. Initialement, l'Illyrie était une province sénatoriale proprétoriale. En 11 avant J.-C., elle devint une province impériale sous le gouvernement de Publius Cornelius Dolabella, car des rébellions sur son territoire firent naître la nécessité d'y maintenir une force armée.
L'organisation administrative de l'Illyrie fut mise en place entre la fin du règne d'Auguste (27 avant J.-C. - 14 après J.-C.) et le début du règne de Tibère (14-37 après J.-C.). Tibère entama les démarches au cours des dernières semaines de la grande révolte illyrienne (voir ci-dessous). Ses travaux furent interrompus par une mutinerie des troupes romaines en 14 après J.-C., mais furent ensuite repris. Grâce à Pline l'Ancien, nous avons aujourd'hui une vision assez détaillée de l'organisation administrative de l'Illyrie. La zone côtière était subdivisée en trois régions appelées conventus juridicus qui portaient le nom des villes de Scardona (Skradin), Salone et Narona (près de Metković). Le conventus Salonitanus était subdivisé en 5 civitates et 927 decuriae. Le conventus Naronitianus était subdivisé en 13 civitates et 540 decuriae. Le conventus Scardonitanus était subdivisé en 14 civitates, mais on manque d'informations sur ses decuriae. Les villes les plus urbanisées de la zone côtière, qui comptaient d'importantes populations hellénophones et de nombreux habitants italiens, étaient organisées en municipia (villes autonomes) ou en coloniae (colonies italiennes) et disposaient de leur propre conseil. Certaines communautés locales bénéficiaient de quelques privilèges et certaines communautés libruniennes jouissaient du droit italien. Dans les terres intérieures, moins urbanisées, l'administration s'appuyait exclusivement sur les civitates. La juridiction du gouverneur de l'Illyrie était limitée à la zone côtière. Les circonscriptions de l'intérieur avaient leurs propres gouverneurs sous la forme du praefecti civitatum des civitates. La Pannonie était subdivisée en 14 civitates. Encore une fois, il n’y a aucune information sur ses decuriae. C'était aussi une circonscription militaire placée sous l'autorité du préfet de Pannonie, qui était responsable des légions stationnées là.
La Dalmatie était, pour les Romains, d'une importance stratégique et économique considérable. Elle possédait un certain nombre de ports commerciaux importants le long de son littoral, ainsi que des mines d'or avec un bureau impérial à Salone. Dyrrachium (Durrës, dans l'Albanie moderne) et Brundisium (Brindisi, dans le sud de l'Italie) étaient les ports employés à la traversée de la mer Adriatique pour les voyages allant de Rome vers la Méditerranée orientale et vice versa. Dyrrachium devint également le point de départ de la Via Egnatia, la voie romaine qui menait à Byzance à l'est, face à l'Asie. D'importantes communautés romaines vivaient dans un certain nombre de villes du centre et du sud de la côte de l'actuelle Croatie, comme à Zadar, Salone (Solin, à la périphérie de Split), Narona (près de Metković) et Epidaure (Epidaurum en latin, Cavtat moderne, près de Dubrovnik). La capitale Salone était protégée par deux camps militaires à Burnum et Delminium.

### La guerre de Pannonie (14-10 avant J.-C.)
Entre 14 et 10 avant J.-C., il y eut de nombreuses rébellions dans le sud de la Pannonie et dans le nord de la Dalmatie, que les écrivains romains appelèrent bellum pannomicum (la guerre de Pannonie). Nous avons très peu d'informations sur ces événements. La plupart proviennent de brefs récits de Dion Cassius et de références légères faites par d'autres auteurs. Ainsi, on ne sait notamment pas quelles en étaient les causes. Les sources romaines s'intéressaient peu à l'histoire de l'Illyrie comprise entre les campagnes d'Auguste de 35-33 avant J.-C. à 16 avant J.-C. Dion Cassius a écrit que cette année-là, le gouverneur de l'Illyrie pour l'année 17 à 16 avant J.-C., Publius Silius Nerva, est allé combattre dans les Alpes italiennes parce qu'elles manquaient de troupes. Profitant de cela, des Pannoniens et des Noriques entrèrent en Istrie et la pillèrent. Silius Nerva maîtrisa rapidement la situation. Au même moment, une petite rébellion éclata en Dalmatie. Les Dentheletae (une tribu thrace de l'est de la Mésie), alliés aux Scordiques (qui vivaient dans l'actuelle Serbie, au confluent des rivières Save, Drave et du Danube), attaquèrent la province romaine de Macédoine (Grèce). Au même moment, une guerre civile éclata en Thrace. L’instabilité régnait donc dans les Alpes orientales et dans la péninsule balkanique. En 15 avant J.-C., les Romains conquirent les Scordiques et annexèrent le royaume Norique. Ils menèrent également d'autres opérations plus à l'ouest dans les Alpes contre les Rhètes et les Vendéliques. Les opérations militaires romaines en Illyrie pourraient avoir été lancées par Marcus Vinicius, son gouverneur de 14 à 13 avant J.-C. La guerre de Pannonie conduisit au transfert de l'Illyrie du statut de province sénatoriale à celui de province impériale.
L'historien romain Velleius Paterculus a écrit que la guerre de Pannonie fut commencée par Marcus Vipsanius Agrippa et Vinicius et que Tibère y mit un terme. Son collègue Florus mentionne une victoire de Vinicius sur les Pannoniens vivant entre les rivières Save et Drave. Dion Cassius a noté dans deux passages distincts qu'une rébellion des Pannoniens en 14 avant J.-C. fut rapidement réprimée et qu'à la fin de 13 avant J.-C., Auguste donna à Agrippa, son allié le plus important, le commandement suprême et l'envoya en Pannonie (cela suggère que le problème était sérieux). Agrippa résolut la situation grâce à des négociations et à son influence personnelle. Après la mort subite d'Agrippa, les Breuces refusèrent d'honorer le traité qu'ils avaient conclu avec lui. Tibère reçut le commandement de la Pannonie et vainquit les Pannoniens avec l'aide des Scordiques, récemment conquis. L'auteur Suétone nous précise qu'après cela, Tibère soumit les Dalmates et les Breuces. En 11 avant J.-C., Tibère combattit et vainquit à la fois les Dalmates et les Pannoniens. Plus tard dans l'année, comme déjà mentionné, l'Illyrie devint une province impériale sous le contrôle d'Auguste. Au cours de l'hiver 11/10 avant J.-C., les Daces traversèrent le Danube gelé et pillèrent les Pannoniens. Certaines communautés dalmates se rebellèrent contre le paiement d'un tribut. Tibère, alors en Gaule, dut revenir pour faire face au problème. En 10 avant J.-C., il réprima des soulèvements répétés en Pannonie et en Dalmatie.
Dion Cassius a qualifié tous ces conflits de rébellions. L'historien croate Danijel Dzino soutient qu’il est donc peu probable qu’ils impliquent des conquêtes. La relation des Romains avec les habitants des zones frontalières se basaient sur des traités d'alliance et des traités avec des États clients, qui impliquaient tous deux une indépendance relative. La rupture de ces traités était considérée comme une rébellion et donc comme un acte devant être réprimé. Auguste, dans ses écrits de propagande, a déclaré que sous le commandement de Tibère, Rome étendit son influence jusqu'aux peuples pannoniens, là où l'armée romaine n'avait jamais été auparavant, et qu'il avait lui-même étendu les frontières de l'Illyrie jusqu'aux rives du Danube. Cependant, Suétone laisse entendre que cette extension des frontières jusqu'aux rives du Danube n'a eu lieu qu'après la grande révolte illyrienne (voir ci-dessous). Après la guerre de Pannonie, il est probable que la présence militaire romaine dans le sud du territoire se soit renforcée. D'après Dzino, il est probable que les communautés locales aient formé comme un bloc anti-romain compact et qu'il puisse y avoir eu des factions pro et anti-romaines. Certaines d'entre elles se sont peut-être rendues pacifiquement et d'autres ont peut-être toujours soutenu les Romains. Les communautés locales s'appuyaient sur des relations de parenté plutôt que sur des institutions étatiques formelles, ce qui a pu conduire à une compétition politique. Se montrer amical envers les Romains ou les défier aurait pu impliquer des manœuvres de la part des élites locales pour renforcer leur base de pouvoir. Le ralliement ou l'opposition aux Romains pouvait entraîner des conflits souvent imprévisibles au sein des positions politiques locales.

### La grande révolte illyrienne (6-9 après J.-C.)
La grande révolte illyrienne (bellum batonianum en latin, littéralement la guerre des Baton) est une importante rébellion qui fut menée par Baton de Dalmatie et Baton de Pannonie. Les Romains ont ainsi nommé cette guerre d'après ces deux dirigeants du même nom. Elle dura quatre ans (6-9 après J.-C.). En 6 après J.-C., les Romains se préparaient à lancer une deuxième expédition contre les Marcomans en Germanie, qui aurait impliqué les légions stationnées en Germanie comme la plupart de celles stationnées en Illyrie. Les indigènes furent priés de fournir des troupes auxiliaires, mais celles-ci, lorsqu'elles se rassemblèrent, se rebellèrent sous l'égide de Baton de Dalmatie. Dion Cassius nous parle d'une armée dalmate, ce qui suggère qu'elle était composée d'hommes venus de diverses tribus de Dalmatie. Il s’agit d’un scénario très probable dans la mesure où les troupes indigènes auraient été recrutées dans une vaste zone. Une force romaine envoyée pour mater la rébellion fut vaincue. Baton de Pannonie, chef militaire des Breuces, la plus grande tribu du sud de la Pannonie, marcha sur Sirmium (Sremska Mitrovica, dans l'actuelle Serbie). Il fut vaincu par Aulus Caecina Severus, gouverneur de la province romaine voisine de Mésie. Baton de Dalmatie marcha quant à lui sur Salone, en Dalmatie, mais fut vaincu par Marcus Valerius Messalla Messallinus, le gouverneur de l'Illyrie. Il se dirigea ensuite vers l'est pour rejoindre l'autre Baton, et tous deux occupèrent le mont Alma (mont Fruška Gora, Serbie, juste au nord de Sirmium). Ils furent vaincus par un détachement de cavalerie thrace de Rhémétalcès Ier (le roi du royaume des Odryses en Thrace) qui soutenait les Romains. Les Dalmates envahirent le territoire des alliés romains et entraînèrent de nombreuses autres tribus dans la révolte. Tibère (le futur empereur), qui commandait l'armée romaine, se mit en route pour les mater. Cependant, les Dalmates évitaient les batailles rangées et se déplaçaient sans cesse en causant de grands dégâts sur leur passage. Face à un ennemi préférant aux combats acharnés des techniques de guérilla, Tibère mena des opérations de contre-insurrection,.
Selon Velleius Paterculus, les rebelles divisèrent leurs forces en trois. La première division devait envahir l'Italie, qui se trouvait non loin de Nauportus (un fort romain dans l'actuelle Slovénie), la seconde avait déjà pénétré la province romaine de Macédoine (Grèce) et la troisième combattait sur son territoire d'origine. Ce plan fut exécuté rapidement. Le troisième groupe mentionné massacra des civils romains et un important contingent de vétérans, impuissants dans cette région reculée. L'autre division s'empara de la Macédoine et la pilla. Ainsi, dans la version des faits de Velleius Paterculus, la rébellion apparait planifiée, comme si les Dalmatiens et les Breuces avaient agi de concert depuis le début. En revanche, chez Dion Cassius, Baton le Dalmate ne disposait initialement que de quelques hommes, et ce sont ses succès qui augmentèrent ses forces. Après avoir échoué à prendre Salone, il s'allia à l'autre Baton. Tibère divisa l'armée romaine en plusieurs groupes pour échapper aux forces unies des rebelles. Des avant-postes furent mis en place pour les bloquer, les empêcher de créer une brèche et perturber leur approvisionnement. Cette situation en Illyrie, voisine de l'Italie, sema la panique à Rome et même Auguste s'en inquiétait. On mobilisa des hommes de toute l'Italie. Les vétérans furent rappelés. Les familles riches furent obligées de fournir des affranchis proportionnellement à leurs revenus. Auguste alertait son peuple que les rebelles pourraient atteindre Rome en dix jours si des mesures drastiques n'étaient pas prises.
En 7 après J.-C., Auguste envoya Germanicus en Illyrie avec une armée constituée d'hommes libres mais aussi d'affranchis, réquisitionnés pour certains auprès de leurs maîtres en l'échange d'une compensation. D'après Velleius Paterculus, les rebelles de Pannonie qui affrontaient Tibère n'étaient pas satisfaits de la taille de leur armée. Épuisés et au bord de la famine (vraisemblablement à cause des ravages), ils ne pouvaient pas résister aux offensives de Tibère et évitaient les batailles rangées. Ils se rendirent dans les monts Claudian (une chaîne de montagnes de Pannonie, dans le comté de Varaždin, au nord de la Croatie) pour mettre en place une position défensive dans leurs fortifications. La deuxième force rebelle affronta les légions que Caecina Severus et Marcus Plautius Silvanus amenaient en Illyrie (de Mésie et de la province romaine d'Asie, respectivement trois et deux légions). Ils encerclèrent les cinq légions, leurs troupes auxiliaires et la cavalerie thrace et manquèrent de peu de leur infliger une défaite fatale. La cavalerie thrace fut mise en déroute et la cavalerie alliée prit la fuite. Les légions subirent des pertes avant de se rallier et de remporter la victoire. Dans la version de Dion Cassius, en revanche, les deux Baton allèrent attendre l'arrivée de Caecina Severus, et Plautius Silvain n'est même pas mentionné. Les Baton attaquèrent le Romain de manière inattendue alors qu'il campait près des marais volcaniques mais furent vaincus. Après cette bataille, l’armée romaine fut divisée pour envahir plusieurs régions du pays à la fois. Les rebelles se retirèrent dans les forteresses de montagne d'où ils lancèrent des raids dès qu'ils le pouvaient. Aulus Caecina Severus et Marcus Plautius Silvanus rejoignirent Tibère pour rassembler une immense armée. Comme eux, Tibère avait cinq légions (trois en Pannonie et deux en Dalmatie). Tibère décida de renvoyer les légions tout juste arrivées parce que l'armée était trop nombreuse pour être gérable. Il les escorta avec ses troupes, puis revient ensuite à Siscia au début d'un hiver très rigoureux,.
En 8 après J.-C., les Dalmates et les Pannoniens voulurent demander la paix à cause de la famine et de la maladie, mais ils en furent empêchés par les rebelles, qui n'avaient aucun espoir d'être épargnés par les Romains et qui continuaient à résister. Tibère avait mené une politique de terre brûlée pour affamer les Pannoniens. Selon Dion Cassius, Baton de Pannonie renversa Pinnes, le roi des Breuces. Il se méfia de ses tribus soumises et demanda des otages aux garnisons pannoniennes. Baton de Dalmatie le vainquit au combat et le piégea dans une forteresse. Baton de Pannonie fut remis à son homonyme et exécuté. Après cela, de nombreux Pannoniens se révoltèrent. Marcus Plautius Silvanus mena une campagne contre eux, conquit les Breuces et conquit d'autres tribus sans bataille. Baton de Dalmatie se retira de Pannonie, occupa les cols menant à la Dalmatie, dont il ravagea le territoire. Pendant ce temps-là, la Pannonie fut victime de brigandage. Velleius Paterculus nous apprend que l'hiver rigoureux ne fut pas sans récompenses car durant l'été qui lui succéda, toute la Pannonie rechercha la paix. Les Pannoniens déposèrent les armes au bord de la rivière Bathinus. Baton fut fait prisonnier et Pinnes se rendit,.
En 9 après J.-C., la guerre se limitait à la Dalmatie. D'après Velleius Paterculus, Auguste confia le commandement de toutes les forces armées à Marcus Aemilius Lepidus. Durant l'été, Lepidus rejoignit Tibère en passant par des régions épargnées par la guerre. Il fut attaqué par la population locale qui n'avait pas été affaiblie par les combats. Lepidus les vainquit, ravagea les champs et incendia les maisons. Il réussit à atteindre Tibère. Cette campagne mit fin à la guerre. Deux tribus dalmates, les Perustae et les Daesitiates, pourtant presque invincibles grâce à leurs forteresses montagneuses, l'étroitesse des cols dans lesquels ils vivaient et leur esprit combatif, furent presque exterminées. Dion Cassius nous apprend que Germanicus mena des opérations en Dalmatie et s'empara de plusieurs villes. Tibère divisa alors l'armée en trois divisions. Il en envoya deux pour soumettre des régions de Dalmatie et partit avec la troisième à la recherche de Baton de Dalmatie, qu'il poursuivit à travers le pays. Il l'assiégea finalement à Adetrium, près de Salone, un site rocheux entouré de ravins abrupts. Au terme d'un long siège, Tibère réussit à prendre d'assaut les lieux. Baton promit de se rendre si lui et ses partisans étaient graciés. Tibère accepta. Selon Dion Cassius, Tibère demanda à Baton pourquoi son peuple s'était rebellé. Il répondit : « Vous, Romains, êtes responsables de cela, car vous n'envoyez pas pour garder vos troupeaux des chiens ou des bergers, mais des loups. ». Cette citation ne peut cependant être attribuée avec certitude à Baton à cause de l'habitude des écrivains antiques de créer des citations fictives pour des personnages historiques,,.

### Les régions de la province et sa dissolution
Le premier écrit indiquant la province d'Illyrie comme comprenant la Dalmatie et la Pannonie est celui où Velleius Paterculus mentionne que Gaius Vibius Postumus était le commandant militaire de la Dalmatie en 9 après J.-C., vers la fin de la grande révolte illyrienne. Officiellement, il semblerait que la province d'Illyrie comprenait l'Illyrie Supérieure (Superius) et Inférieure (Inferius). L'inscription d'un monument honorant Publius Cornelius Dolabella à Épidaure (Cavtat, près de Dubrovnik ) atteste que celui-ci fut nommé gouverneur de l'Illyrie peu avant la mort d'Auguste, et que la statue associée fut érigée par les villes de l'Illyrie Supérieure, ce qui implique l'existence d'une Illyrie Supérieure et Inférieure. Cependant, aucune inscription mentionnant clairement l'Illyrie Inférieure n'a encore été trouvée. L'Illyrie Supérieure correspond à la Dalmatie. Alors que les noms Dalmatie et Pannonie étaient utilisés dans le langage courant, il semble que ll'Illyrie Supérieure (Dalmatie) et l'Illyrie Inférieure (Pannonie) étaient les noms officiels des deux régions. Le gouverneur de la province résidait à Salone en Dalmatie et gouvernait l'Illyrie Supérieure. L'Illyrie Inférieure était un district militaire placé sous la responsabilité d'un commandant militaire, qui ordonnait aussi aux trois légions de la zone et exerçait des fonctions administratives comme un gouverneur adjoint.
Écrivant au cours de l'hiver 57-58 après J.-C., l'apôtre Paul de Tarse fait référence à l'Illyrie dans son Épître aux Romains comme étant le point le plus occidental qu'il a atteint via ses voyages missionnaires. La lettre reflète son intention de se rendre en temps voulu à Rome.
La province d'Illyrie fut finalement dissoute et remplacée par deux provinces plus petites : la Dalmatie (la zone sud) et la Pannonie (la zone nord et danubienne). On ne sait pas exactement quand cela s'est produit. L'universitaire hongrois Péter Kovács a constaté qu'une inscription sur la base d'une statue de Néron érigée entre 54 et 68 après J.-C. atteste qu'elle a été érigée par le vétéran d'une légion stationnée en Pannonie. Il soutient alors qu'il s'agit de la première preuve épigraphique de l'existence d'une Pannonie distincte au moins depuis le règne de Néron,. Cependant, l'archéologue slovène Marjeta Šašel-Kos note qu'une inscription atteste de l'existence d'un gouverneur de l'Illyrie sous le règne de Claude (41-54 après J.-C.) et que dans un diplôme militaire daté de juillet 61 après J.-C. et publié à la fin des années 1990, des unités auxiliaires de la partie pannonienne de la province ont été mentionnées comme étant stationnées en Illyrie. Quelques autres diplômes du règne de Néron vont également dans ce sens. Par conséquent, Majerta Šašel-Kos soutient l'idée que la province a été dissoute sous le règne de Vespasien (69-79 après J.-C.)

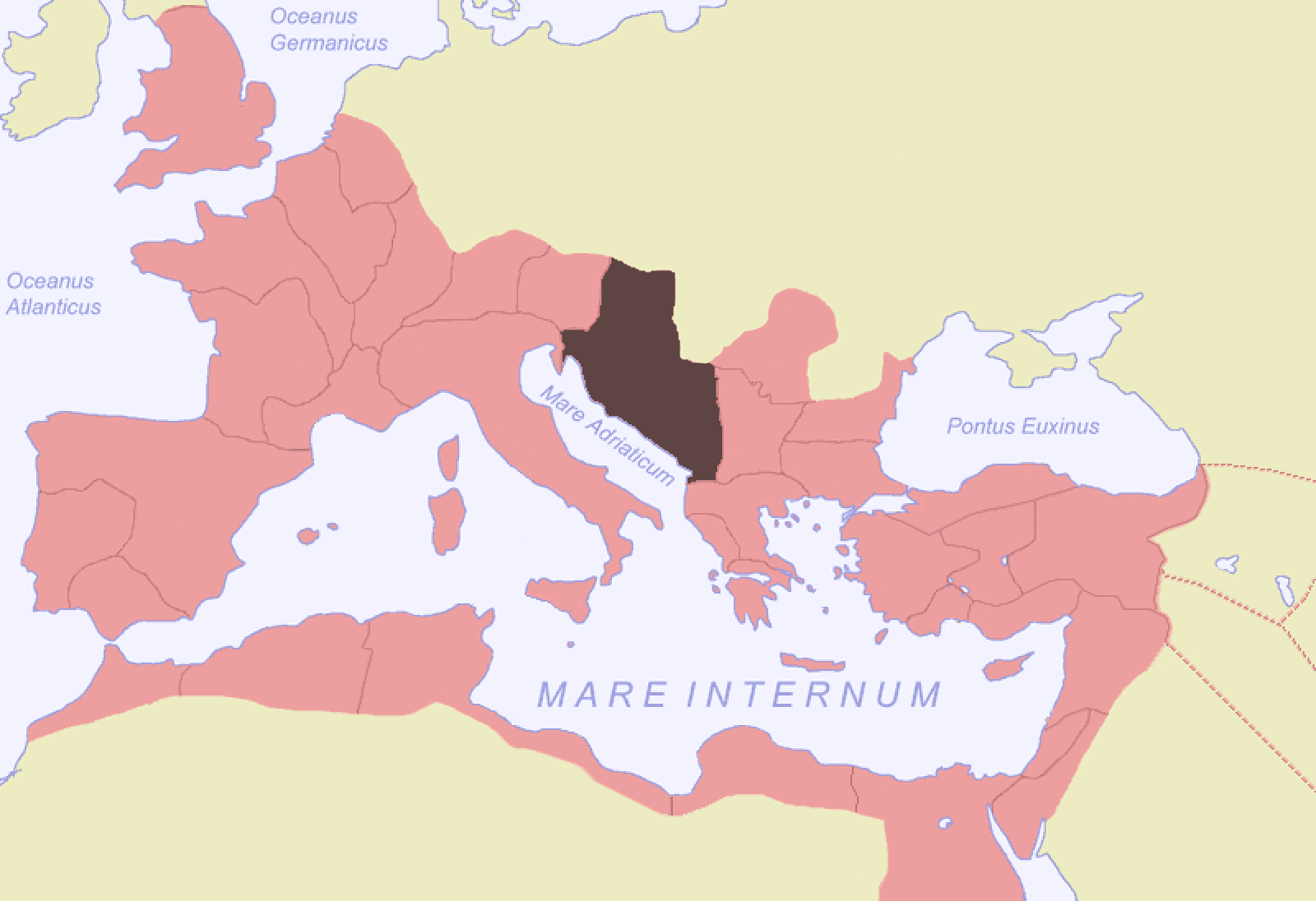
La province romaine d'Illyrie comprenait la Dalmatie et la Pannonie.

## Les réformes de Dioclétien: la préfecture du prétoire d'Illyrie
En 293 après J.-C., l’empereur Dioclétien réforma radicalement la structure administrative de l’empire. Il créa la tétrarchie (quatre co-régnants), un règne partagé entre deux empereurs (Augusti), Dioclétien et Maximien, et deux empereurs suppléants (Césars), Constance Chlore et Galère. L'empire fut subdivisé en quatre préfectures du prétoire. Chacune était dirigée par l'un des deux co-empereurs ou l'un des deux Césars. Dioclétien et Maximien étaient également respectivement responsables de la partie orientale et occidentale de l'empire. Le nombre des provinces fut doublé et elles furent regroupées en quinze diocèses qui relevaient des préfectures du prétoire. Les préfectures du prétoire étaient celle des Gaules, d'Italie, d'Afrique, d'Orient et de l'Illyrie. Ainsi, l'Illyrie (ou Illyricum) devint une préfecture du prétoire. Celle-ci comprenait les diocèses des Pannonies (ouest de la Hongrie, une bande de terre dans le nord de la Croatie le long de la rivière Save, et de Voïvodine, dans le nord de la Serbie), de Dacie (Bulgarie moderne de l'ouest, du centre et du nord, de la Serbie centrale et méridionale, du Monténégro, du nord de l'Albanie et la partie nord de la Macédoine du Nord) et de Macédoine (Grèce). Ainsi, l'Illyrie en est venue à couvrir l'ensemble des Balkans, y compris la Grèce, à l'exception du diocèse de Thrace (dans le sud-est de la Bulgarie moderne, le nord-est de la Grèce et la Turquie européenne). Elle comprenait également la Crète et les îles grecques au nord et au sud-ouest de la mer Égée, ainsi que le Norique. Le diocèse des Pannonies était subdivisé en les provinces de Pannonia Prima, Secunda, Savia, Veleria (respectivement le nord, le sud-est, le sud-ouest et l'ouest de la Pannonie), Dalmatia, Noricum Ripense ("le long de la rivière", la partie nord, qui était traversée par le fleuve Danube) et Noricum Mediterraneum (la partie sud). La capitale de la préfecture du prétoire d'Illyrie était Sirmium (aujourd'hui Sremska Mitrovica, dans le nord de la Serbie ). Sous la première tétrarchie, elle fut dirigée par Galère. La préfecture du prétoire d'Illyrie survécut jusqu'au début du VIIe siècle.

## Importance militaire
La Pannonie était une source de main d'œuvre militaire très précieuse pour tout l’empire. Du IIIe au VIe siècle, certaines des troupes les plus utiles furent recrutées en Pannonie, en Dalmatie, en Mésie et en Thrace romaine. C'est pour cette raison que le général romain Stilicon a tenté de placer la région sous le contrôle de l'Empire romain d'Occident. La Pannonie et les autres régions situées le long du Danube, frontière de l'empire dans les Balkans, ont été exposées à des attaques contre l'empire venant de l'autre côté du fleuve. La Pannonie était donc très importante militairement, à tel point que l'historienne anglaise Patricia Southern va jusqu'à considérer l’Illyrie comme le garant de la cohésion de l’empire. Au Bas-Empire romain, les armées de la préfecture du prétoire d'Illyrie obéissaient à un commandant en chef, le magister militum per Illyricum, basé à Naissus (Niš, dans le sud de la Serbie). L'historien de l'art britannique John Bury écrit que « l'importance de l'Illyrie ne résidait pas dans ses revenus, mais dans ses hommes ». Les peuples locaux, réputés pour leurs prouesses militaires, devinrent importants pour l'armée romaine. Des empereurs de la crise du troisième siècle, comme Claude II (règne 268-270), Quintille (règne 270), Aurélien (règne 270-275) et Probus (règne 276-282), sont même nés à Sirmium (Sremska Mitrovica, Serbie). Les historiens les surnomment « les empereurs pannoniens ». Dioclétien (règne 284-305) est né à Salone (Solin, Croatie). Constantin le Grand et Constance III (421 après J.-C.) sont nés à Naissus ( Niš, Serbie). Son père, Constance Chlore, est né en Mésie Supérieure. L'empereur byzantin Anastase Ier (règne 491-518) est né à Dyrrhachium (Durrës, Albanie). Justinien Ier (règne 527-565) est né à Tauresium, dans la province de Dardanie, dans le diocèse de Dacie (à 20 kilomètres au sud-est de Skopje, dans l'actuelle Macédoine du Nord). Justinien Ier fut le dernier empereur latin de cet empire. Ses successeurs furent tous grecs.